# Carus-Preis
Der Carus-Preis ist eine Auszeichnung der Stadt Schweinfurt, die an die Carus-Medaille der Akademie der Naturforscher Leopoldina gebunden ist.
Sie wird an jüngere Wissenschaftler für bedeutende wissenschaftliche Entdeckungen auf einem in der Leopoldina vertretenen Gebiet vergeben.

## Carus-Stiftung
Anlässlich des 50-jährigen Professoren-Dienst-Jubiläums des XIII. Präsidenten der Leopoldinisch-Carolinischen Akademie der Naturforscher (Leopoldina), Carl Gustav Carus (Präsident seit 1862), begründeten Mitglieder der Akademie, Freunde und Verehrer am 2. November 1864 mit einem Kapital von 2000 Talern eine Stiftung, welche nach Carus’ eigenen Bestimmungen „junge Männer unterstützen solle, die in meinem Geiste fortfahren würden, sich den wissenschaftlichen Forschungen zu widmen“. Doch diese Summe zerrann zum guten Teil während der Präsidentschaftsstreitigkeiten nach Carus’ Tod (1869), in denen der Sekretär der Akademie – Gustav Müller (1828–?) – eine unrühmliche Rolle spielte und schließlich „in aller Stille, in Gesellschaft einer Strohhutnäherin und eines Theils der Akademiekasse“ verschwand. Erst nach einem neuerlichen Anwachsen des Kapitals konnte ab 1896 der Carus-Preis erstmals verliehen werden.

## Carus-Medaille
Nach dem Verlust des Kapitals infolge der Inflation Anfang der 1920er Jahre wurde in Abänderung der ursprünglichen Stiftungsbestimmungen am 15. Dezember 1937 eine nicht dotierte Carus-Medaille für bedeutende Forschungsleistungen auf dem Gebiete der Naturwissenschaften oder der Medizin gestiftet und ab 1938 alle zwei Jahre an jüngere Wissenschaftler verliehen.
Die Vorderseite der Medaille zeigt Carus’ Profil, 1846 graviert von Friedrich Ulbricht nach einem Entwurf von Ernst Rietschel. Die Rückseite zeigt eine ebenfalls nach Rietschels Entwurf gestaltete Psyche mit den Genien des bewussten und des unbewussten Lebens. (1846 erschien Carus’ psychologisches Hauptwerk „Psyche“. Zur Entwicklungsgeschichte der Seele.)
Das Rietschel’sche Original-Medaillon ziert heute den Treppenaufgang im Rektoratsgebäude der ehemaligen Medizinischen Akademie „Carl Gustav Carus“ in Dresden.

## Carus-Preis der Stadt Schweinfurt
Seit 1961/1962 wird die Medaille durch den Carus-Preis der Stadt Schweinfurt begleitet. Er ist  mit 5.000 Euro dotiert.

## Preisträger (chronologisch)

### Carus-Preis
- 1896: Max Verworn (1863–1921), Physiologie[2]
- 1906: Ernst Weinland (*)[3] (1869–1932), Physiologie
- 1909: Ernst Gaupp (1865–1916), Anatomie
- 1912: Wilhelm Lubosch *[4] (1875–1938), Anatomie
- 1922: Ernst Mangold (*) (1879–1961), Physiologie

### Carus-Medaille (ab 1937)
- 1938: Wilhelm Filchner (1877–1957), Berlin, Geographie
- 1938: Carl Troll (1899–1975), Bonn, Geographie[5]
- 1939: Otto Grosser (1873–1951), Prag, Anatomie
- 1940: Paul Buchner (1886–1978), Porto d’Ischia, Zoologie
- 1942: Alwin Mittasch (1869–1953), Heidelberg, Chemie
- 1943: Adolf Butenandt (1903–1995), München, Physiologische Chemie
- 1944: Hermann von Wissmann (1895–1979), Tübingen, Geographie
- 1955: Hans Hermann Weber (1896–1974), Heidelberg, Physiologie
- 1957: Werner Schäfer (*) (1912–2000), Tübingen, Allgemeine Biologie
- 1957: Herwig Schopper (*) (* 1924), Mainz, Physik
- 1957: Gerhard Schramm (*) (1910–1969), Tübingen, Allgemeine Biologie

### Carus-Medaille und Carus-Preis der Stadt Schweinfurt (ab 1961)
Die Jahresangabe bezieht sich auf die Verleihung der Carus-Medaille. Der dazugehörige Carus-Preis der Stadt Schweinfurt wurde jeweils im Frühjahr des folgenden Jahres verliehen.
- 1961: Feodor Lynen (1911–1979), München, Physiologische Chemie[6]
- 1963: Hansjochem Autrum (1907–2003), München, Zoologie
- 1965: Otto Westphal (1913–2004), Freiburg im Breisgau, Physiologische Chemie
- 1965: Jacques Monod (1910–1976), Paris, Physiologische Chemie
- 1967: Manfred Eigen (1927–2019), Göttingen, Physikalische Chemie
- 1969: Horst Hanson (1911–1978), Halle, Physiologische Chemie
- 1969: Günter Bruns (1914–2003), Jena, Pathologie
- 1971: Heinz Maier-Leibnitz (1911–2000), Garching, Physik
- 1973: Rudolf Kippenhahn (1926–2020), Göttingen, Astronomie
- 1973: Heinz Bethge (1919–2001), Halle, Physik
- 1975: Norbert Hilschmann (1931–2012), Göttingen, Biochemie/Biophysik
- 1977: Hermann Eggerer * (1927–2006), München, Biochemie/Biophysik
- 1977: Ernst Schmutzer (1930–2022), Jena, Physik
- 1980: Klaus Hafner (*) (1927–2021), Darmstadt, Chemie
- 1980: Jordan Malinowski * (1923–1996), Sofia, Physik
- 1983: Hans Joachim Gross * (* 1936), Würzburg, Biochemie/Biophysik
- 1983: Don Zagier (*) (* 1951), Bonn und Maryland, Mathematik
- 1985: Nicholas Shackleton * (1937–2006), Cambridge (GB), Paläozeanographie
- 1985: Georges J. F. Köhler (*) (1946–1995), Freiburg im Breisgau, Allgemeine Biologie
- 1987: Hannes Lichte (*) (* 1944), Tübingen, Physik
- 1987: Alexander Fjodorowitsch Andrejew * (1939–2023), Moskau, Physik
- 1989: Rainer Storb * (* 1935), Seattle, Medizin
- 1989: Christiane Nüsslein-Volhard (*) (* 1942), Tübingen, Biologie[7]
- 1991: Erwin Neher (*) (* 1944), Göttingen, Biophysik
- 1991: Bert Sakmann (*) (* 1942), Heidelberg, Zellphysiologie
- 1991: Andreas Hense * (* 1956), Bonn, Meteorologie
- 1993: Rudolf K. Thauer (* 1939), Marburg, Mikrobiologie/Immunologie
- 1993: Rüdiger Wehner (* 1940), Zürich, Zoologie
- 1995: Peter Gruss (*) (* 1949), Göttingen, Zellbiologie
- 1995: Jürgen Troe (* 1940), Göttingen, Physikalische Chemie
- 1997: Herbert Roesky (* 1935), Göttingen, Chemie
- 1997: Elmar Weiler (*) (* 1949), Bochum, Pflanzenphysiologie
- 1999: Walter Schaffner * (* 1944), Zürich, Molekularbiologie
- 1999: Svante Pääbo (*) (* 1955), Leipzig, Molekulare Archäologie
- 2001: Martin E. Schwab (*) (* 1949), Zürich, Neurobiologie
- 2001: Jörg Hacker (* 1952), Würzburg, Mikrobiologie
- 2003: Katja Becker-Brandenburg (* 1965), Gießen, Biochemie
- 2003: Ilme Schlichting (* 1960), Heidelberg, Biochemie
- 2005: Oliver G. Schmidt * (* 1971), Stuttgart, Physik
- 2005: Arndt Borkhardt * (* 1963), München, Medizin
- 2007: Josef Penninger (* 1964), Wien, Medizin, „Grundlegende Beiträge zur Erforschung von Krebs- und Herz-Kreislauf-Erkrankungen“
- 2007: Guido Kroemer (* 1961), Villejuif, Frankreich, Medizin, „Wegweisende Erforschung der Rolle der Mitochondrien im Prozess der Regulation des programmierten Zelltodes“
- 2009: Frédéric Merkt (* 1966), Zürich, Schweiz, Physikalische Chemie
- 2009: Axel Meyer (* 1960), Konstanz, Biologie und Zoologie
- 2011: Liqiu Meng (* 1963), München, Geographie (25. Preisverleihung nach 50 Jahren), „Kartographische Modellierung und Visualisierung von Geodaten“
- 2011: Moritz Kerz (* 1983), Duisburg-Essen, Mathematik (25. Preisverleihung nach 50 Jahren),„Die quadratische Reziprozität in der modernen Zahlentheorie“
- 2013: Stefan W. Hell (* 1962), Göttingen, Physik
- 2013: Giesela Rühl (* 1974), Jena, Rechtswissenschaften
- 2015: Emmanuelle Charpentier (* 1968), Hannover, Biologie
- 2015: Hans Jakob Wörner, Physikalische Chemie
- 2017: Matthias Tschöp (* 1967), München, Medizin
- 2017: Elisabeth Binder (* 1971), München, Neurowissenschaften
- 2019: Carl-Philipp Heisenberg (* 1968), Klosterneuburg, Entwicklungsbiologie
- 2019: Monika Henzinger (* 1966), Wien, Informatik
- 2021: Dominic Bresser (* 1983), Ulm, Physikochemie
- 2021: Tanja Stadler (* 1981), Zürich, Mathematik
- 2023: Nicola Fuchs-Schündeln (* 1972), Frankfurt am Main, Quantitative Makroökonomie
- 2025: Frank Glorius (* 1972), Münster, organische Chemie;[8] Nicola Spaldin (* 1969), Zürich, Materialwissenschaften[9]